# Pływanie artystyczne na Mistrzostwach Świata w Pływaniu 2023
Zawody w pływaniu artystycznym na 20. Mistrzostwach Świata w Pływaniu odbywały się w dniach 14–22 lipca 2023 w Hali A pływalni Marine Messe Fukuoka w Japonii. Łącznie zostało rozegranych 11 konkurencji.

## Medaliści
| Konkurencja                            | Złoto | Złoto    | Srebro | Srebro   | Brąz | Brąz     |
| Konkurencja                            | Zawodniczka / Zawodnik | Wynik    | Zawodniczka / Zawodnik | Wynik    | Zawodniczka / Zawodnik | Wynik    |
| Solo technicznie mężczyzn (szczegóły)  | Fernando Díaz del Río · Hiszpania | 224,5550 | Kenneth Gaudet · Stany Zjednoczone | 216,8000 | Eduard Kim · Kazachstan | 216,0000 |
| Solo dowolnie mężczyzn (szczegóły)     | Dennis González · Hiszpania | 193,0334 | Gustavo Sánchez · Kolumbia | 189,9625 | Kenneth Gaudet · Stany Zjednoczone | 179,5562 |
| Solo technicznie kobiet (szczegóły)    | Yukiko Inui · Japonia | 276,5717 | Vasiliki Alexandri · Austria | 264,4200 | Iris Tió · Hiszpania | 254,2100 |
| Solo dowolnie kobiet (szczegóły)       | Yukiko Inui · Japonia | 254,6062 | Vasiliki Alexandri · Austria | 229,3251 | Kate Shortman · Wielka Brytania | 219,9542 |
| Duety technicznie kobiet (szczegóły)   | Japonia · Moe Higa · Mashiro Yasunaga | 273,9500 | Włochy · Linda Cerruti · Lucrezia Ruggiero | 263,0334 | Hiszpania · Alisa Ozhogina · Iris Tió | 257,8368 |
| Duety dowolnie kobiet (szczegóły)      | Austria · Anna-Maria Alexandri · Eirini-Marina Alexandri                                                                                        | 255,4583 | Chiny · Wang Liuyi · Wang Qianyi | 255,2480 | Japonia · Moe Higa · Mashiro Yasunaga | 249,5167 |
| Zespół technicznie (szczegóły)         | Hiszpania · Cristina Arámbula · Marina García Polo · Meritxell Mas · Alisa Ozhogina · Paula Ramírez · Sara Saldaña · Iris Tió · Blanca Toledano | 281,6893 | Włochy · Linda Cerruti · Marta Iacoacci · Sofia Mastroianni · Enrica Piccoli · Lucrezia Ruggiero · Isotta Sportelli · Giulia Vernice · Francesca Zunino | 274,5155 | Stany Zjednoczone · Anita Álvarez · Jaime Czarkowski · Megumi Field · Audrey Kwon · Jacklyn Luu · Daniella Ramirez · Ruby Remati · Natalia Vega                              | 273,7396 |
| Zespół dowolnie (szczegóły)            | Chiny · Chang Hao · Feng Yu · Wang Ciyue · Wang Liuyi · Wang Qianyi · Xiang Binxuan · Xiao Yanning · Zhang Yayi                                 | 329,1687 | Japonia · Moe Higa · Moeka Kijima · Uta Kobayashi · Ayano Shimada · Ami Wada · Akane Yanagisawa · Mashiro Yasunaga · Megumu Yoshida                     | 317,8085 | Ukraina · Maryna Aleksijiwa · Władysława Aleksijiwa · Marta Fiedina · Weronika Hryszko · Daria Moszynska · Anhelina Owczynnikowa · Anastasija Szmonina · Wałerija Tyszczenko | 256,2415 |
| Zespół akrobatycznie (szczegóły)       | Chiny · Chang Hao · Cheng Wentao · Feng Yu · Shi Haoyu · Wang Ciyue · Xiang Binxuan · Xiao Yanning · Zhang Yayi                                 | 238,0033 | Stany Zjednoczone · Anita Álvarez · Jaime Czarkowski · Nicole Dzurko · Keana Hunter · Audrey Kwon · Calista Liu · Bill May · Daniella Ramirez           | 232,4033 | Japonia · Moka Fujii · Ikoi Hirota · Moeka Kijima · Tomoka Sato · Yotaro Sato · Hikari Suzuki · Akane Yanagisawa · Megumu Yoshida                                            | 220,5867 |
| Duety mieszane dowolnie (szczegóły)    | Cheng Wentao Shi Haoyu | 225,1020 | Itzamary González Diego Villalobos | 192,5500 | Dennis González Mireia Hernández | 183,4207 |
| Duety mieszane technicznie (szczegóły) | Japonia · Tomoka Sato · Yotaro Sato | 255,5066 | Hiszpania · Dennis González · Emma García | 248,0499 | Chiny · Cheng Wentao · Shi Haoyu | 247,3033 |

## Klasyfikacja medalowa
*   Gospodarz ( Japonia)
| Miejsce | Reprezentacja     | Złoto | Srebro | Brąz | Razem |
| ------- | ----------------- | ----- | ------ | ---- | ----- |
| 1       | Japonia*          | 4     | 1      | 2    | 7     |
| 2       | Hiszpania         | 3     | 1      | 3    | 7     |
| 3       | Chiny             | 3     | 1      | 1    | 5     |
| 4       | Austria           | 1     | 2      | 0    | 3     |
| 5       | Stany Zjednoczone | 0     | 2      | 2    | 4     |
| 6       | Włochy            | 0     | 2      | 0    | 2     |
| 7       | Meksyk            | 0     | 1      | 0    | 1     |
| 7       | Kolumbia          | 0     | 1      | 0    | 1     |
| 9       | Kazachstan        | 0     | 0      | 1    | 1     |
| 9       | Wielka Brytania   | 0     | 0      | 1    | 1     |
| 9       | Ukraina           | 0     | 0      | 1    | 1     |
| Razem   | Razem             | 11    | 11     | 11   | 33    |